# Watertoren (Rijswijk Jaagpad)
De watertoren van Rijswijk in de Nederlandse provincie Zuid-Holland werd in 1911 gebouwd in eclectische stijl met elementen uit de neorenaissance en art deco naar een ontwerp van N. Biezeveld. Inmiddels staat hij op de Rijksmonumentenlijst. De watertoren van ongeveer 29,3 meter hoog staat aan het Jaagpad langs het Rijn-Schiekanaal bij de grens met Delft, in de buurtschap 't Haantje. De toren heeft een waterreservoir van 200 m3 De in opengewerkte betonskeletbouw uitgevoerde toren heeft een ronde bovenbouw met betonnen vlakbodemreservoir.